# 埃斯特拉达
埃斯特拉达（西班牙語：Estrada）是西班牙姓氏。著名人物包括：
- 约瑟夫·埃斯特拉达，第13任菲律宾总统
- 曼努埃尔·埃斯特拉达·卡夫雷拉，第13任危地马拉总统
- 托马斯·埃斯特拉达·帕尔马，第1任古巴总统

|  | 本页或本分段罗列了姓氏为「埃斯特拉达」的人物。 如果是一个指代特定个人的内链将您引导到本页，請考慮修正該人物的名字以將链接指向正確的條目。 |